# برين أون فاير
برين أون فاير: ماي منث أوف مادنيس (بالإنجليزية: Brain on Fire: My Month of Madness)‏ ويترجم حرفيًا إلى الدماغ المشتعل: شهري من الجنون، هو ترجمة ذاتية كُتبت عام 2012، وجاءت ضمن قائمة نيويورك تايمز لأكثر الكتب مبيعًا، وهو من كتابة الكاتبة والصحفية في نيويورك بوست سوزانا كاهالان، وتتحدث فيه عن تفاصيل رحلتها مع المرض المناعي الذاتي النادر الذي أصابها وعلاجها منه. نُشر للمرة الأولى في 13 نوفمبر 2012 من خلال فري برس، وأُعيدت طباعته فيما بعد بواسطة سايمون وشوستر بعد اندمج الشركتين.
في مايو 2014، أُعلن أنه سيتم تحويل الكتاب إلى فيلم يحمل نفس عنوان الكتاب، وستكون كلوي غرايس موريتز نجمته، وسُينتج بواسطة سوزانا كاهالان وتشارليز ثيرون. في 22 يونيو 2018 أُطلق الفيلم على نتفليكس.

## روابط خارجية
- الموقع الرسمي